# Địa kỹ thuật

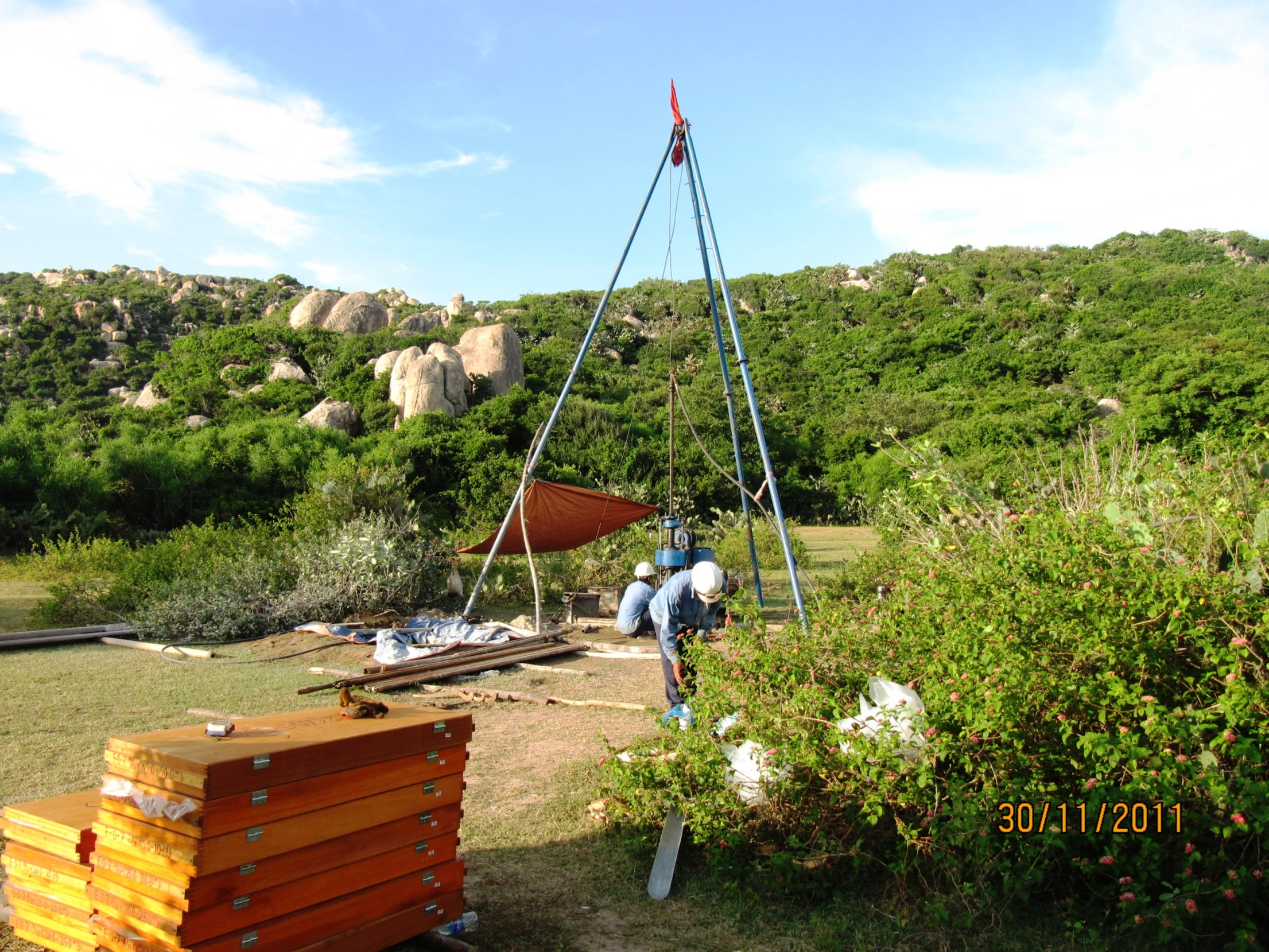
Khoan khảo sát địa chất công trình tại Vĩnh Hải, Ninh Thuận.

 Địa kỹ thuật là một ngành kỹ thuật liên quan đến thăm dò và xử lý các tính chất của vật liệu đất, có ứng dụng cho xây dựng. Chủ đề này liên hệ mật thiết với cơ học đất, ngành cơ học liên quan đến thuộc tính của đất; ví dụ như sự nén và phình to của đất, sự thấm nước, độ nghiêng/dốc, tường chống đỡ, nền móng, nền đất, mấu neo trong đất và đá, việc sử dụng các vật liệu chịu lực kéo tổng hợp trong công trình đất, sự tương tác của công trình đất, và địa động học...
Địa kỹ thuật có nhiều ứng dụng như đảm bảo nền móng tin cậy an toàn cho các công trình nhà máy, nhà cao tầng hay việc thiết kế và xây dựng đập nước.